# Frying Pan Lake

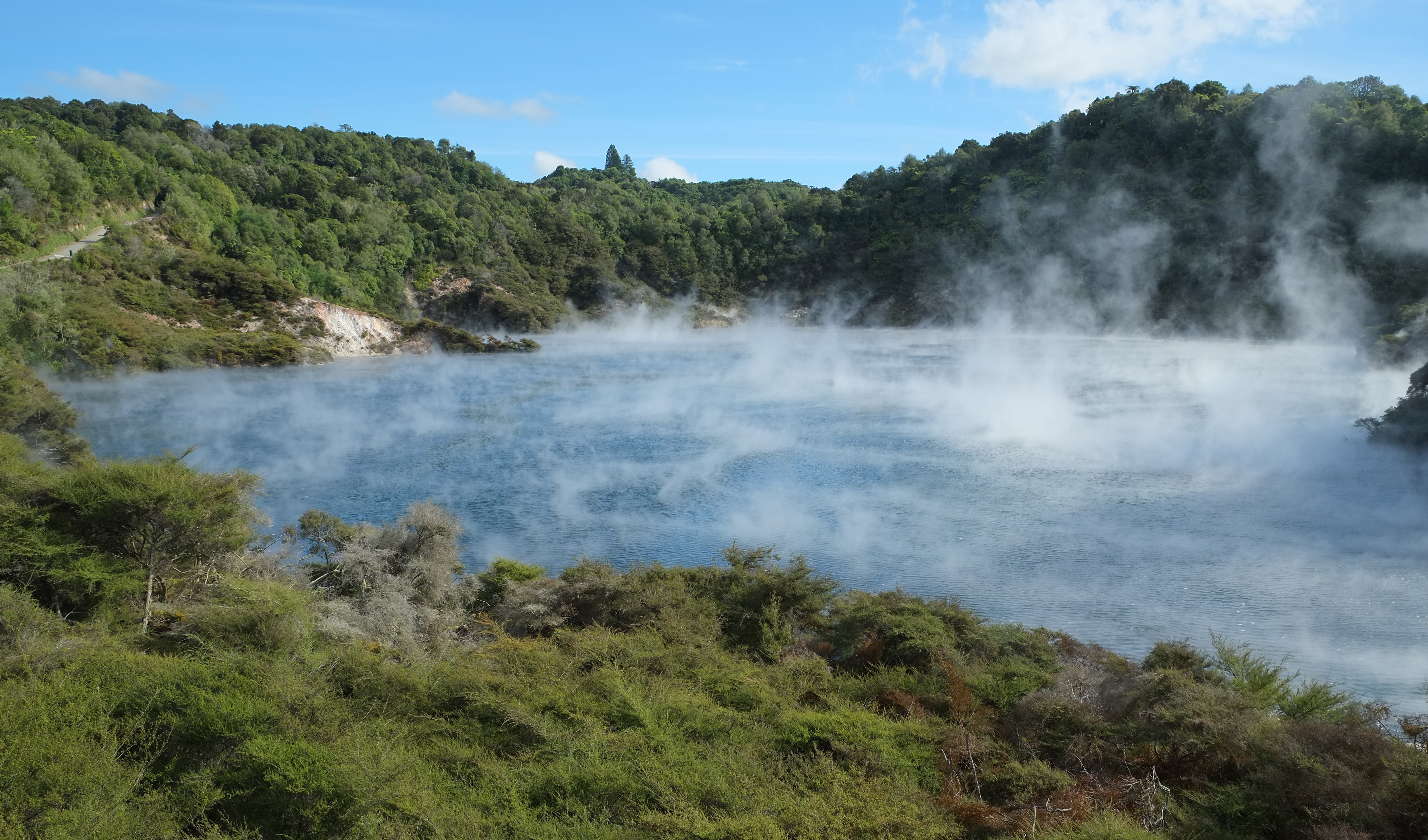
Frying Pan Lake

Frying Pan Lake ("Stekpannesjön") är världens största heta källa och ligger i Echo-kratern i den vulkaniska sprickdalen Waimangu Volcanic Rift Valley i Nya Zeeland. Kratern bildades, liksom resten av sprickdalen, efter vulkanen Mount Taraweras utbrott 1886, även om själva sjön bildades 1918 i efterdyningarna av ett utbrott i kratern året innan. Sjön, som är 3,8 hektar stor, är 200 meter tvärs över på längsta stället, har ett medeldjup på 6 meter och ett maxdjup på cirka 20 meter. Källan har ett pH på 3,5 och medeltemperaturen är runt 50°C, även om vattnet är nära kokpunkten i de varmaste delarna.